# Petar Gabrovski
Petar Dimitrov Gabrovski (bulgare : Петър Димитров Габровски) né le 9 juillet 1898 à Razgrad, mort le 1er février 1945 à Sofia est un militant nationaliste et homme d’État bulgare. Il est président du Conseil « de facto » de Bulgarie du 9 au 14 septembre 1943.

## Biographie
Après des études de droit, il est militant nationaliste d'extrême-droite et crée en 1936 un mouvement politique « Ratniks (en) » (Soldats du progrès de l'esprit national bulgare) qui est dissous par le gouvernement en 1944. En octobre 1939 après sa démission des « Ratniks » il est nommé ministre des transports dans le gouvernement de Georgi Kyoseivanov. Il est ensuite ministre de l'intérieur en février 1940 dans le cabinet de Bogdan Filov. Il met en place une législation anti-juive nommée « loi de défense de la Nation » qui s'inspire de la législation antisémite nazie.
Il envoie à Berlin un jeune juriste Alexander Belev pour étudier l'arsenal juridique racialiste du Troisième Reich qu'il nomme en aout 1942 commissaire aux affaires juives. Après avoir demandé à la Subranie (assemblée) l'aval pour régler la question juive, il organise avec Belev en juin 1942 l'expulsion des Juifs des principales villes de Bulgarie vers les campagnes. Peu après l'arrivée à Sofia en janvier 1943 de Theodor Dannecker pour régler « la solution finale de la question juive » en Bulgarie, Gabrovski organise en mars 1943 avec Belev et Dannecker la déportation de 14 000 Juifs grecs et yougoslaves des territoires occupés de Macédoine et de Thrace. Ils sont envoyés par train dans le Camp d'extermination de Treblinka . À la mort de Boris III de Bulgarie il est premier ministre « par intérim » pendant quelques jours. Après l'invasion de la Bulgarie par l'armée rouge, il est arrêté et jugé par le tribunal du peuple institué par le Front patriotique. Condamné à la peine de mort, il est exécuté le 1er février 1945. Le 26 août 1996, il est réhabilité par l'arrêt n°172 de la Cour suprême de Bulgarie.